# Laura Estela Fischer de la Vega
Laura Fischer es una especialista en mercadotecnia mexicana, profesora en la Facultad de Contaduría y Administración de la UNAM. Es catedrática del área de Mercadotecnia a nivel licenciatura y posgrado. 

## Carrera
Laura Fischer estudió la Licenciatura en Administración en la  Facultad de Contaduría y Administración de la Universidad Nacional Autónoma de México. Tiene una maestría en Ciencias de la Comunicación por la Facultad de Facultad de Ciencias Políticas y Sociales también de la UNAM y un Doctorado en Ciencias Sociales y Administrativas por la Universidad Chapultepec. Es profesora titular "C" de tiempo completo definitiva adscrita a FCA. La Dra. Fischer también pertenece al Sistema Nacional de Investigadores con el nivel I.
Ha sido profesora de mercadotecnia desde 1975 y publicó su primer libro en 1986, "Mercadotecnia". Desde entonces ha sido utilizado como libro de texto en diferentes universidades. Fue directora del despacho de Investigación de Mercados y de Mercadotecnia EMCAPTA de 1991 a 1994.
Ha coordinado el área de Mercadotecnia en FCA y es subdirectora de mercadotecnia de la Dirección General de Información de la UNAM. Ha impartido seminarios y conferencias en diferentes países de Latinoamérica. Además de ser profesora en la UNAM, también ha impartido clases en la Universidad Autónoma Metropolitana, la Universidad Iberoamericana y en el ITAM.
Colabora en estudios de mercado de la FCA y en la Red Nacional de Investigación en Gestión de la Mercadotecnia. Es también miembro del Consorcio de Universidades Mexicanas y de la Red de Desarrollo Regional y Sustentabilidad de las Organizaciones del Consejo Nacional de Ciencia y Tecnología cuya sede está en la Universidad Autónoma de Ciudad Juárez. Desde 2008 ha impulsado el Encuentro Nacional de Profesores de Mercadotecnia. 
Además de sus libros, tiene más de 75 publicaciones entre las que destacan guías didácticas y videos empresariales. Ha sido directora de tesis de licenciatura, maestría y doctorado, además de fungir como sinodal en exámenes profesionales de licenciatura y maestría.

## Libros
Autora
- Mercadotecnia
- Casos de Investigación de Mercados (2012)

Coautora
- Introducción a la investigación de mercados
- Investigación de mercados. Teoría y práctica
- Casos de marketing (2002)
- Casos en mercadotecnia (2008)
- Plan de mercadotecnia (2015)

## Premios y reconocimientos
- Reconocimiento al Mérito Docente por el Colegio Nacional de Licenciados en Administración, A.C (1999)
- Reconocimiento Sor Juana Inés de la Cruz por la UNAM (2006)
- Cátedra Diez Barroso (2003-2005)
- Premio al Profesor Distinguido (2012)
- Premio al Mérito Académico por la Asociación Autónoma del Personal Académico de la UNAM (2015)